# Рододендрон западный
Рододе́ндрон за́падный (лат. Rhododéndron occidentále) — листопадный кустарник, вид рода Рододендрон (Rhododendron) семейства Вересковые (Ericaceae), один из видов, ранее выделявшихся в род Азалия.

## Ботаническое описание

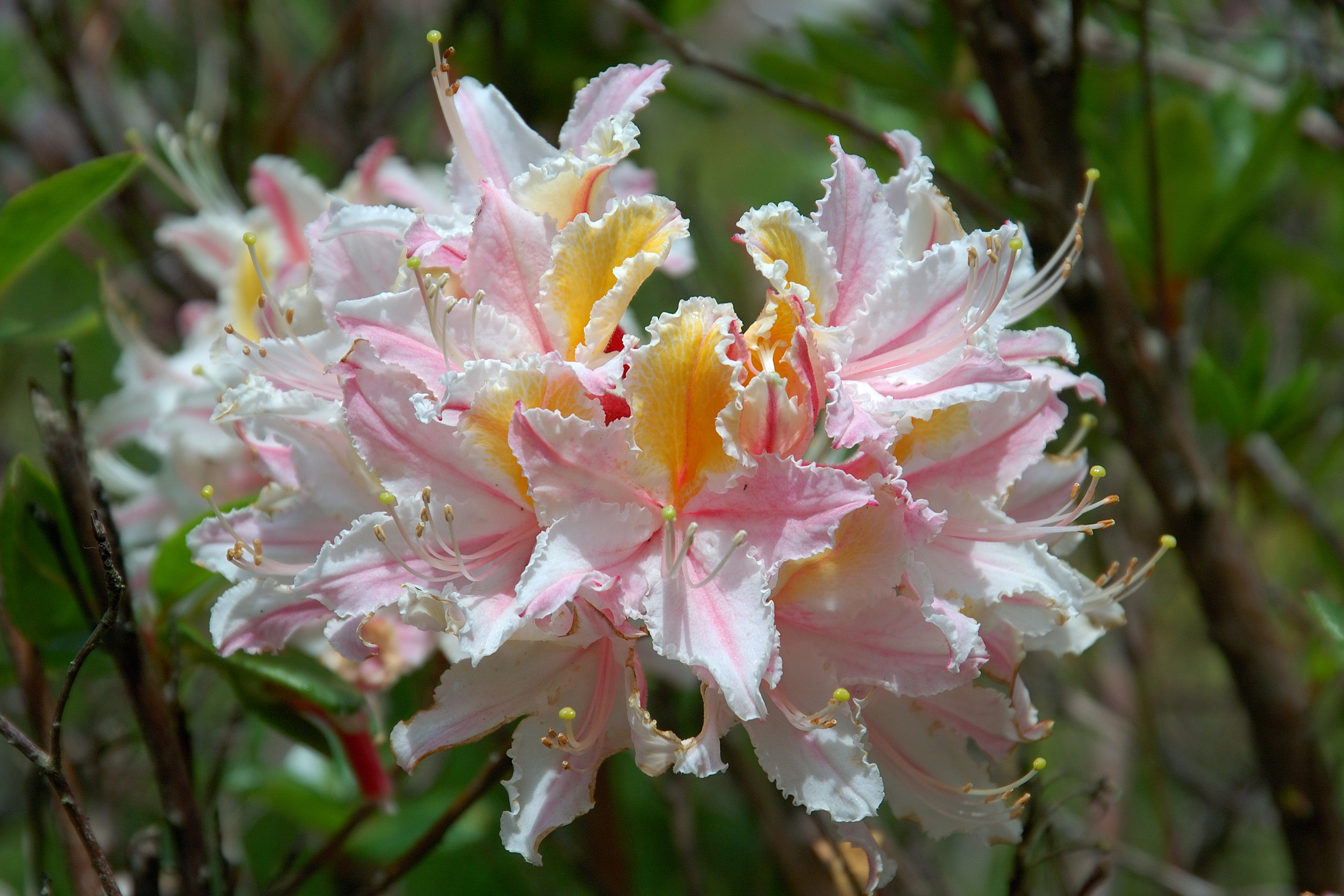
Соцветие рододендрона

Рододендрон западный — ветвистый листопадный кустарник или небольшое дерево, достигающее 8 (иногда 10) м в высоту. Молодые веточки железисто-опушённые, обычно красно-коричневые, реже желтоватые или сизоватые. Листья плёнчатые, яйцевидные до эллиптических, до 8—10 см длиной, с цельным реснитчатым краем, верхняя поверхность мелкоопушённая (особенно по средней жилке) или голая, нижняя — чаще голая, реже мелкоопушённая или железисто-опушённая. Черешки до 1 см длиной.
Цветки появляются одновременно с листьями или после их распускания. Соцветие кистевидное, состоит из 3—15 цветков. Венчик белый, бело-розовый или розовый, обычно с частично оранжево-жёлтым верхним лепестком, трубка длиннее отгиба. Лепестки до 3 см длиной. Чашечка разделена на часто неравные чашелистики до 1 см длиной. Тычинки до 7 см длиной, волосистые, пестик также волосистый, до 1,3 см длиной.
Плод — коробочка 12—22×4—14 мм, с коричневыми яйцевидно-веретеновидными семенами.
Число хромосом — 2n = 26.

## Экология
Рододендрон произрастает на лесистах склонах и вдоль рек, по границам болот. Может произрастать на высоте до 2700 м над уровнем моря. Цветёт в июне—июле, у южных границ ареала — иногда ранней весной (в феврале) или поздней осенью (в ноябре).

## Ареал
Рододендрон западный распространён на западном побережье США — от юга Орегона до юга Калифорнии. Охранный статус NatureServe — G5 (таксон вне опасности).

## В культуре
Рододендрон западный нередко используется селекционерами для выведения новых декоративных сортов азалий. В частности, при участии этого вида создавалась группа сортов Knap Hill Hybrid.
В условиях Нижегородской области малозимостоек. Подмерзают концы побегов, иногда многолетняя древесина и цветочные почки. В суровые зимы растения вымерзают полностью. Семена вызревают не регулярно.

## Таксономия
Первоначально описан в роде Azalea как Azalea californica в 1855 году. В том же году в роде Rhododendron был описан другой вид под названием Rhododendron californicum (синоним более раннего Rhododendron macrophyllum), что сделало перенос этого вида в Rhododendron с сохранением эпитета невозможным. Перенесён в 1876 году с эпитетом occidentale, взятым из следующего по времени описания 1857 года.
Наиболее близкие виды — Rhododendron austrinum и Rhododendron luteum.

### Гибриды
- Rhododendron ×albicans Waterer ex Zabel, 1902 [Rh. occidentale × Rh. molle]

### Синонимы
- Azalea californica Torr. & A.Gray ex Durand, 1855
- Azalea nudiflora var. ciliata Kellogg, 1855
- Azalea occidentalis Torr. & A.Gray, 1857
- Rhododendron sonomense Greene, 1891